# Разрушенные мосты (фильм, 2004)
«Разрушенные мосты» — социальная драма совместного производства США и Азербайджана, снятая в 2004 году режиссёром Рафиком Пуйя по сценарию Рустама Ибрагимбекова.

## Сюжет
Молодой режиссёр из США Джефф возвращается на свою историческую родину с целью снять фильм про Азербайджан. Когда-то он жил здесь с мамой, но война их разлучила. Узнав о намерениях Джеффа, КГБ пытается помешать молодому режиссёру. Выбирая место для съёмок, он, будучи женатым, встречает студентку Джайран…

## В ролях
- Питер Реккель[англ.] — Джефф
- Ребекка Буш — Сьюзан
- Фатима Ибрагимбекова — Джайран, студентка
- Фуад Шабанов — Рамиз
- Расим Балаев — водитель
- Таниля Ахмерова — мать Джайран

## Съёмочная группа
- Авторы сценария: Рустам Ибрагимбеков, Рафик Пуйя
- Режиссёр-постановщик: Рафик Пуйя
- Оператор-постановщик: Мартин Олштейн
- Композиторы: Евгений Крылатов, Хенрик Иде
- Художник-постановщик: Малек Джехан Хазай
- Ассистенты режиссёра: Фуад Шабанов, Эмиль Абдуллаев
- Администратор: Пётр Якубовский
- Редактор: Римма Кузнецова
- Продюсеры: Михаил Литвак, Рустам Ибрагимбеков, Рафик Пуйя